# Kriminaltechnische Untersuchung

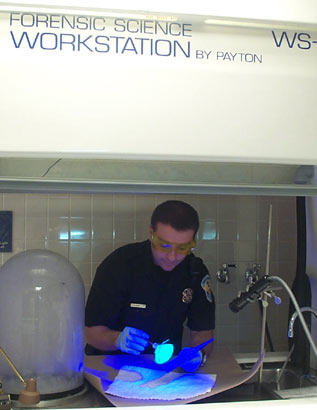
Die labormäßige Untersuchung ist die hauptsächliche Untersuchungsmethode der KTU.

Eine Kriminaltechnische Untersuchung (KTU) ist eine auf naturwissenschaftlichen Verfahren basierende Analyse von sächlichen Beweismitteln oder auch Indizien im Rahmen des Strafprozesses. Diese zählt stets zum Auswertungsangriff und wird von Spezialisten der Kriminalpolizei durchgeführt. Aufwendige Untersuchungen besorgen die Landeskriminalämter, einfachere die örtliche Kriminalpolizei.
Die auswertende Stelle, die nur auf Antrag tätig wird und stets nur eine zuvor genau bestimmte Untersuchung vornimmt (chemisch, physikalisch, biologisch), wendet Mittel der Kriminaltechnik an und führt ihre Ergebnisse der sachbearbeitenden Dienststelle der Polizei zu. Sinn und Zweck ist der Nachweis von Täter, Tat und Täterschaft bei einer Straftat.
Untersucht werden Proben, die bei der Spurensicherung gefunden werden, zum Beispiel Lackspuren, Haare, DNA-Spuren und Fingerabdrücke. Die Ergebnisse werden vor allem durch Vergleiche mit anderen Spuren oder Daten erzielt.